# Tullio Kezich

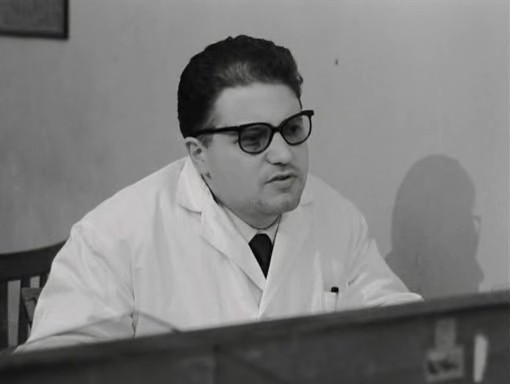
Tullio Kezich

Tullio Kezich (Triëste, 17 september 1928 - Rome, 17 augustus 2009) was een Italiaans filmcriticus, scenarioschrijver en dramaturg.
Kezich begon in 1946 zijn loopbaan als journalist bij Radio Triëste, waar hij onder meer verslag uitbracht over het Filmfestival van Venetië. Sinds de jaren 1950 schreef hij regelmatig voor zowel gespecialiseerde filmtijdschriften als Sipario, waarvan hij van 1971 tot 1974 directeur was, als voor bladen  als Panorama, La Repubblica en Corriere della Sera.
Nadat hij al in 1949 productiesecretaris geweest was voor de film Cuori senza frontiere van Luigi Zampa, stichtte Kezich in 1961 met Ermanno Olmi de maatschappij 22 dicembre, waarvoor hij optrad als artistiek directeur. In Olmi's Il Posto (1961) speelde hij ook mee als acteur. Sinds 1964 werkte Kezich ook als dramaturg en van 1969 tot 1984 was hij producent bij de RAI.
Kezich schreef ook filmscenario's (onder meer voor de film La leggenda del santo bevitore van Ermanno Olmi (met Rutger Hauer), die in 1988 de Gouden Leeuw won op het Filmfestival van Venetië), theaterstukken en verschillende boeken, onder meer een biografie van Fellini.